# ショートケーキ

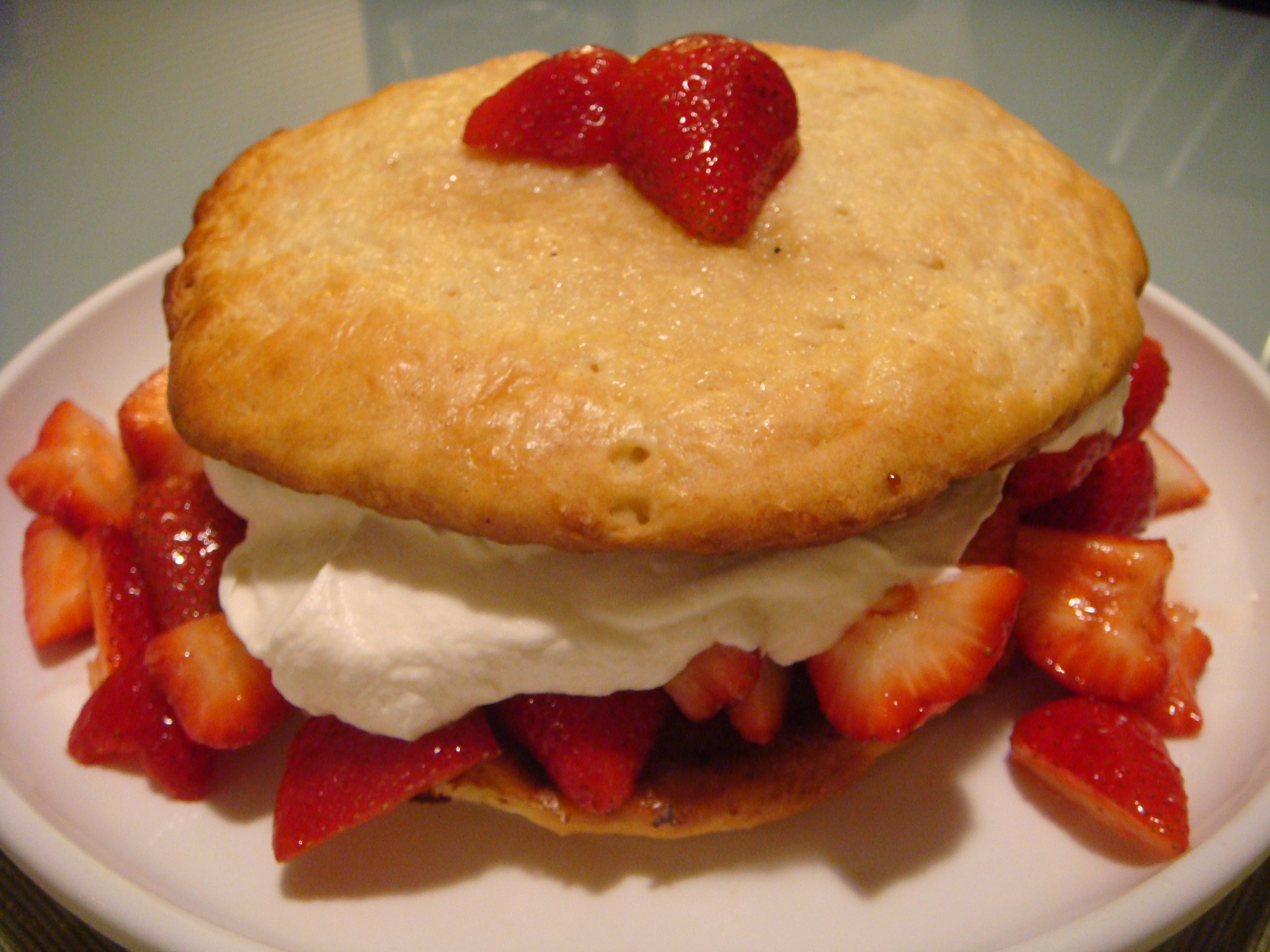
ビスケットを用いたイギリス式のショートケーキの一例

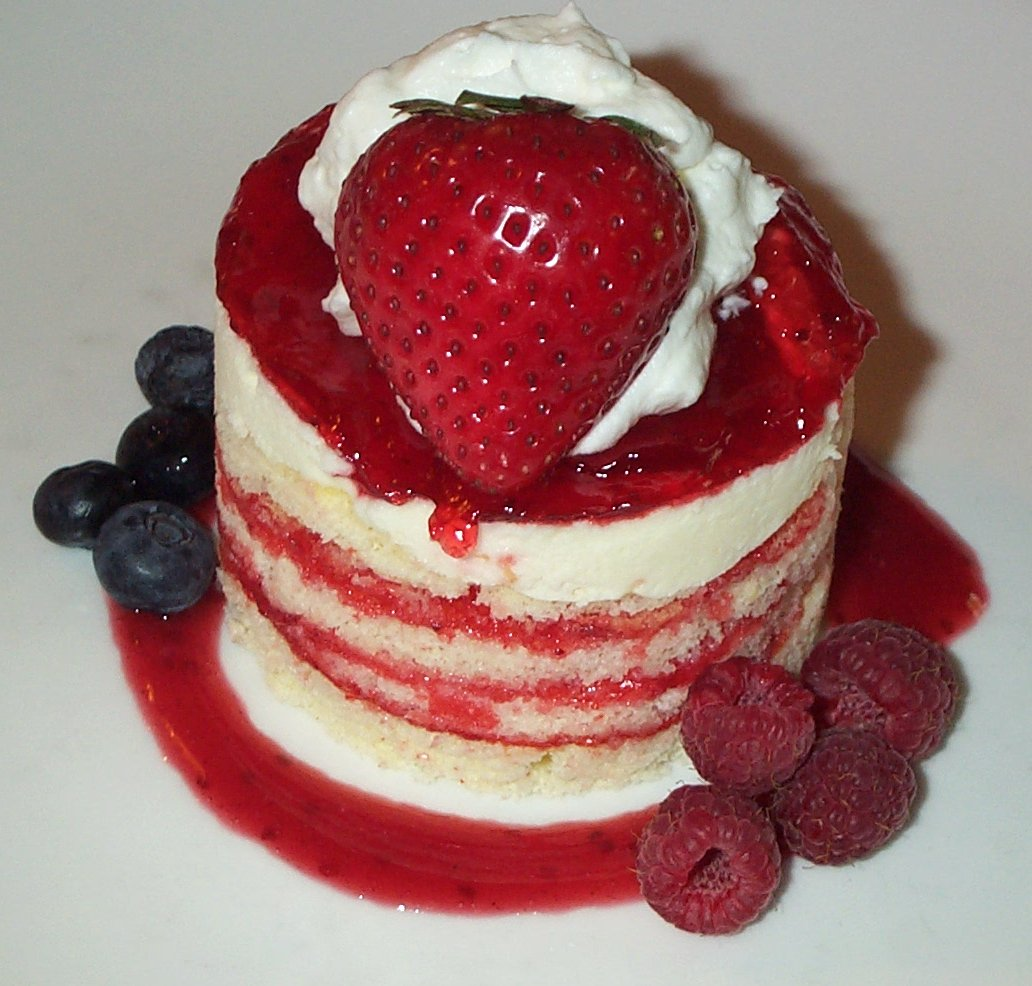
アメリカ式のショートケーキ。ムースケーキを生地として使っている

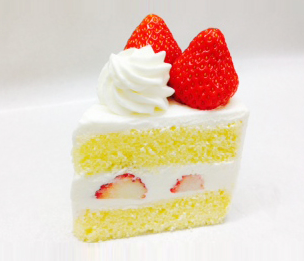
標準的な日本式のショートケーキ

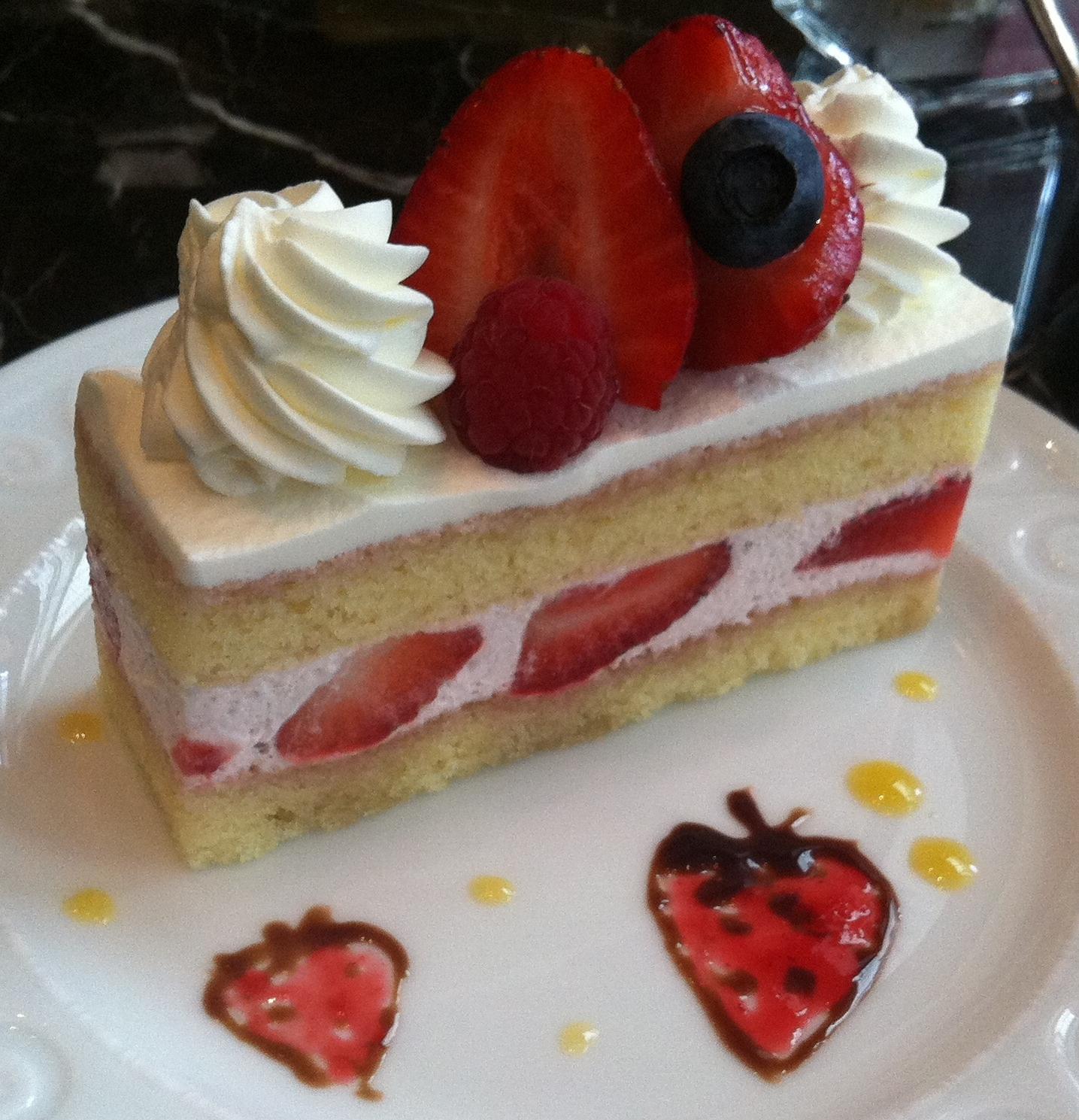
フランス式のショートケーキ

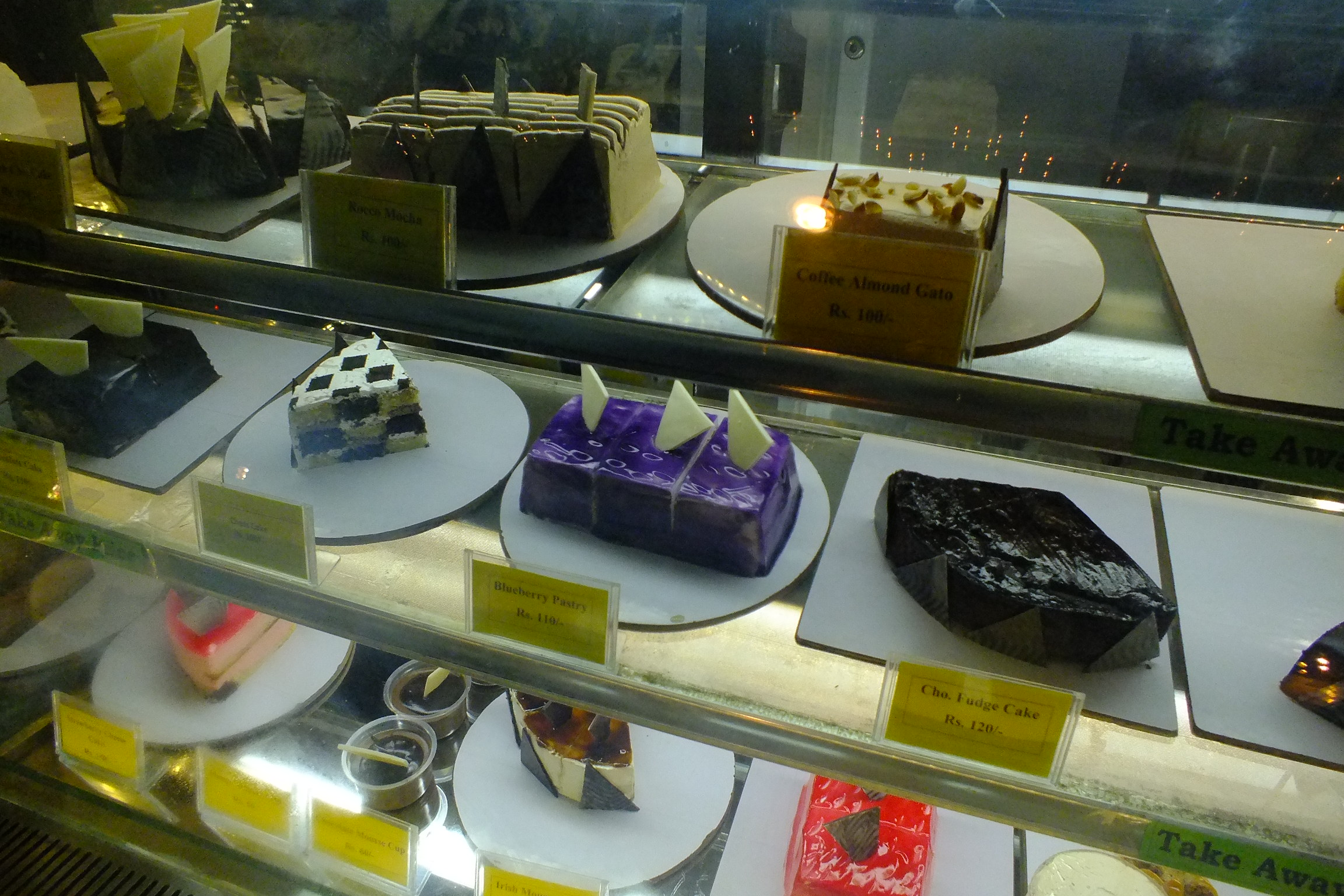
イギリス旧植民地のネパール式のショートケーキショップ。名前はYin Yang Restaurant

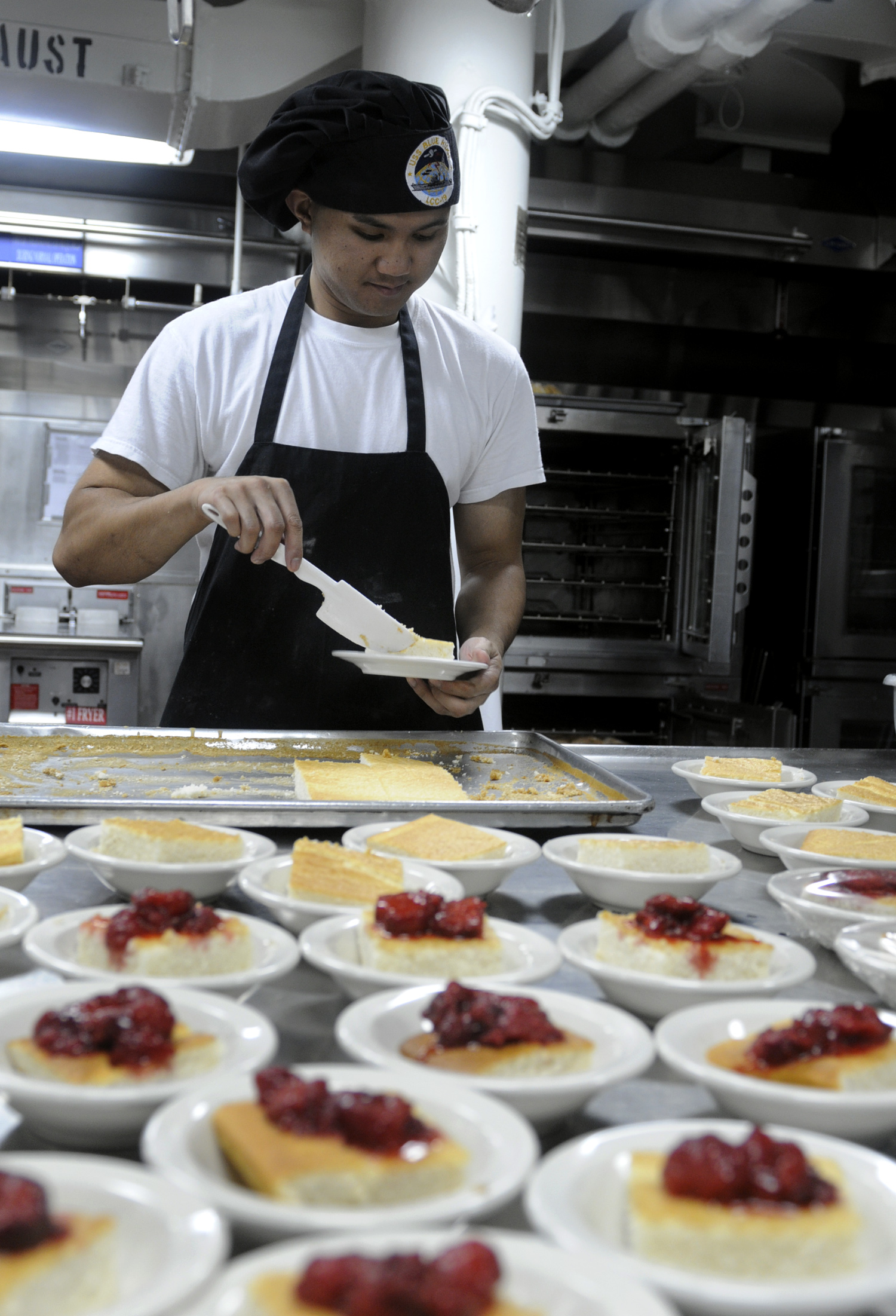
パウンドケーキを用いたアメリカ式ショートケーキの一例。揚陸指揮艦ブルー・リッジの兵員向けに用意されているところ。

ショートケーキ（英語: shortcake）は、洋菓子のケーキの一種。ただし、その形態と定義は国によって大きく異なる。

## 概要
ショートケーキは日本および西欧にそれぞれあるケーキの種類であるが、日本人のイメージする「スポンジとクリームが層になって、イチゴなどがのせられた」ショートケーキは英語圏ではレイヤーケーキ（layer cake、あるいはlayered cake）と呼ばれることが多い。

## 歴史

### 発祥
1588年、イギリスの料理本「English's Cookbook」に記録されたショートケーキは現在の世界中のショートケーキのルーツになった。元々イギリス式のものはスポンジケーキのみならず、ビスケットも生地として使用する。果物もイチゴに限定されず、リンゴ・オレンジ・レモン・ブルーベリーなど多彩なものを使用する。1602年、イギリスの植民地であるアメリカがショートケーキの文化を受容した後、パンやクッキーも生地として使用されるようになり、フルーツ味のソーダジュースを生クリームに入れるようになった。
後述するように、イギリス式、アメリカ式、日本式のショートケーキは互いに別物と言えるほどの大きな差がある。
ショートケーキは英語圏の文化であり他のヨーロッパ諸国（フランス・イタリア・ドイツなど）では一般的ではない。イチゴを用いたケーキは各国にもある。

### 語源
「ショート」の語源については諸説ある。
- アメリカの「ショートケーキ」と呼ばれるお菓子をヒントとして作られた[4]
- イギリスのショートブレッドに、イチゴとクリームを挟んだ菓子から始まった[5]
- 「ショートタイム」の意味である
  - 短時間で作れるから[4][6]
  - 生クリームやイチゴを使用するため日持ちしないから[4]
- 英語の「short」の「もろい」や「サクサクした」に由来[4][6][7]
- スポンジを作るのにショートニングを使っているから[4]

『料理食材大事典』（主婦の友社、1996年）によれば、「ショートケーキ」の「ショート」とは元来はクッキーに用いられていたサクサクした食感を表す語であるが、現在ではスポンジ生地に生クリームや果物をあしらっただけで仕上げることができることから「ショート・タイム」の意にも解釈されているとしている。

## アメリカ式のショートケーキ
後述の不二家説では、日本式のショートケーキはアメリカ合衆国の庶民的な家庭菓子ショートケイク（shortcake）を、日本風にアレンジしたものとされている。本節では、このアメリカ式ショートケイクを説明する。家庭でも、イギリスのようにビスケットの代わりにスライスしたパウンドケーキを用いることがあるが、日本のショートケーキとは全く形状が異なる。
アメリカ式のショートケーキは日本式に見られるスポンジケーキではなく、「ビスケット」と呼ばれるパンとケーキの中間のようなものを土台にしている。これは小麦粉の生地に油脂としてショートニングやラードを加え、重曹とベーキングパウダーで膨らませた、油脂分が常温で固形化する性質を持つため外側はサクサクとして内側はふっくらとした食感のあるパン/ケーキであり、英国のプレーンのスコーンとよく似ているが、スコーンと較べて軽くあっさりしているのが特徴である。英語のショート（short）には、短いの他に「無愛想な」「そっけない」という意味や「ボロボロした」「サクサクした」という意味もあり、サクサクした食感の菓子などにショートが用いられる（この由来にも、食感そのものがshortと形容されたとする説と、生地の粘りの短さからshortと呼ばれたという説等がある）。甘めに味付けしたビスケットを横半分に割って刻んで砂糖をふったイチゴを挟み、その上にさらにイチゴやホイップクリームをトッピングすることが多い。19世紀半ばにはクッキーとパイ生地の中間のようなペイストリーを土台としていた。なお、アメリカでも大都市や洗練された街のケーキ屋に限っては「スポンジケーキ+ホイップクリーム+イチゴのケーキ」のことをストロベリー・ショートケイクということがある。その由来には二説あり、アメリカでも誰かがビスケットのかわりにスポンジケーキを使ったところ好評でこれが定着したとするもの、日本式のショートケーキが逆輸入されてこれが外国文化の影響を受けやすい都市部に広まったとするもので、この両方とする説もある。

## フランス式のショートケーキ
フランスでは「ショートケーキ」という言い方が存在しないが、「イチゴケーキ」の呼び方がある。日本の洋菓子屋で「本格フランス菓子」と標榜するショートケーキは、フランス風のスポンジケーキのフレジエ（Fraisier、フランス語でイチゴの意）を出しているところが多い。フランスのイチゴケーキは主にイチゴをはさみ、ピンク色に染めて薄く伸ばしたマジパンで表面を覆うのが一般的である。苺とバニラを使ったムース状のショートケーキをフレーズ・バニーユと呼ぶ。

## 日本式のショートケーキ
日本では、スポンジケーキを土台にして、ホイップクリームをつなぎと外装に、そしてイチゴを味付けに使ったものを「ストロベリーショートケーキ」といい、一般にはこれを単に「ショートケーキ」ともいう。イチゴ以外の食材を使ったものは通常その食材の名を冠して、「バナナショートケーキ」「ピーチショートケーキ」などという。海外でも認知されており、こういったスポンジケーキを用いたショートケーキを「Japanese(-style) strawberry shortcake」等と呼称している。 日本ではこの種のケーキが最もポピュラーで、ケーキ屋やカフェでは外せない一品になっている。

### 発案者
この「スポンジケーキ+ホイップクリーム+イチゴのケーキ」を大正時代に日本に紹介して広めたのは不二家だが、発案者が誰なのかは諸説ある。
有力な説は、フランス菓子をアレンジした門倉国輝（コロンバン創業者）またはその周辺説、アメリカのケーキをアレンジした不二家説の創業者である藤井林右衛門など、諸説あり、またそれぞれに交流があったともされる。このようなアレンジが行われた背景には、フランス式やアメリカ式のショートケーキが日本人の持つ「洋菓子=高級」という感覚に合致するものではなかった、日本人はやわらかいものを好む、などの理由があると言われ、誰ともなしに（ただし不二家によれば不二家が最初に）スポンジケーキをビスケットの替わりに使うようになったのだという。この日本式ショートケーキの発案にまつわる事情は、吉田菊次郎（ブールミッシュ創業者）の「西洋菓子彷徨始末」（朝文社、2006年）に客観的記述がある。
なお、不二家がショートケーキを販売したのは1922年からとされており、発案者が誰であれ、発案の時期はこれに近い年代となるが、日本にショートケーキが広まるのはそれから30年以上後、冷蔵設備が一般家庭に普及する1955年以降となる。

## ショートケーキの日
近年、日本の菓子業界の一部において、毎月22日を「ショートケーキの日」として宣伝していることがある。
2007年に仙台市の洋菓子店「カウベル」が発案したものが広まったというのが通説で、一般的な7日を1列に配置しているカレンダーにおいては、22日の真上に15日が位置しており(整数 15, 22 が法 7 に関して合同であるため全ての月でこの様になる。詳細は整数の合同を参照。)、日本において一般的なショートケーキのイメージである「イチゴ（=15の語呂合わせ）が上に乗っている」との連想からであるという。